# Joanna Pettet
Joanna Pettet est une actrice britannique née le 16 novembre 1942 à Londres au Royaume-Uni, qui s'est retirée du milieu du cinéma au début des années 1990, après une carrière commencée dans les années 1960. Elle a été la compagne de l'acteur britannique Alan Bates peu avant qu'il ne meure en 2003. 

## Filmographie
- 1963 : The Doctors (en) (série TV) : Judy Stratton (1964)
- 1966 : Le Groupe (The Group) : Kay Strong
- 1967 : La Nuit des généraux (The Night of the Generals) : Ulrike von Seydlitz-Gabler
- 1967 : Casino Royale : Mata Bond
- 1967 : Three for Danger (TV) : Serena
- 1967 : Trois Milliards d'un coup (Robbery) : Kate Clifton
- 1968 : El Gringo (Blue) de Silvio Narizzano : Joanne Morton
- 1969 : The Best House in London : Josephine Pacefoot
- 1970 : To Catch a Pebble
- 1971 : Mannix, Saison 5, Episode 10 (TV) : Cindy Warren
- 1972 : The Delphi Bureau (TV) : April Thompson
- 1972 : Miss Stewart, Sir (TV) : Kate Stewart
- 1972 : Footsteps (TV) : Sarah Allison
- 1972 : The Weekend Nun (TV) : Sister Mary Damian / Marjorie Walker
- 1973 : Pioneer Woman (TV) : Maggie Sergeant
- 1974 : A Cry in the Wilderness (TV) : Delda Hadley
- 1974 : Welcome to Arrow Beach : Grace Henry
- 1975 : A Killer in Every Corner (TV) : Sylvia
- 1975 : The Desperate Miles (TV) : Ruth Merrick
- 1975 : A Midsummer Nightmare (TV) : Jody Baxter
- 1976 : The Dark Side of Innocence (TV) : Jesse Breton
- 1976 : Captains and the Kings (feuilleton TV) : Katherine Hennessey
- 1976 : Un tueur dans la foule (Two-Minute Warning) de Larry Peerce : (TV version only)
- 1977 : Winner Take All (TV)
- 1977 : Voyage dans l'inconnu (série TV) : Julie Thomas
- 1977 : Sex and the Married Woman (TV) : Leslie Fitch
- 1978 : Le Couloir de la mort (The Evil) : Dr. Caroline Arnold
- 1979 : Heaven Only Knows (TV)
- 1980  : Droles de dames (TV) episode 22 saison 4  BARBARA BROWN
- 1980 : Cry of the Innocent (TV) : Cynthia Donegin / Candia Leighton
- 1980 : The Return of Frank Cannon (TV) : Alana Richardson
- 1982 : Othello, el comando negro de Max-Henri Boulois : Desdemona
- 1983 : Déclics (Double Exposure) : Mindy Jordache
- 1987 : Sweet Country : Monica
- 1989 : Just Tipsy, Honey (TV) : Carolyn Adams
- 1990 : Terror in Paradise : Dr. Fletcher

## Dans la fiction
Elle est un personnage du film Once Upon a Time… in Hollywood (2019) de Quentin Tarantino. Son rôle est interprété par Rumer Glenn Willis.